# Acheloüs (mythologie)
Acheloüs (Oudgrieks: Ἀχελώιος of Ἀχελῷος, Achelóios) was in de Griekse mythologie de riviergod van de Acheloüs en als een der Potamiden zoon van Oceanus en Tethys.
Acheloüs veranderde de Naiaden in eilanden, de Echinaden. De sirenen en Dirce zijn zijn dochters. De moeder van de sirenen was Sterope. 
Met Herakles streed hij om de hand van Deïaneira. Tijdens deze strijd veranderde hij zich in een stier met het hoofd van een man. Hij veranderde ook in een waterslang, maar bij iedere verandering wist Herakles hem te verslaan. Tevens wist Herakles uiteindelijk de hoorn van Acheloüs te veroveren. De Naiaden zouden van deze hoorn later de Hoorn des overvloeds maken.